# 中ノ尾根山
中ノ尾根山（なかのおねやま）は、静岡県浜松市天竜区と川根本町の境に位置する標高2296.4mの山であり、浜松市の最高峰である。いわゆる南アルプスの深南部に位置する。

## 概要

### 登山
- 白倉権現駐車場より9キロの林道歩きで登山口にたどり着く。この山域の山としては登山道は明瞭であるが、山頂付近は笹薮に覆われている。また白倉権現駐車場までの林道も落石が多く、運転には注意を要する。南側の富士見平と呼ばれている場所からは富士山、御嶽山、中央アルプス方面への展望がある。

### 山頂
- 展望はないが、多くの山頂標識が設置されている。また、広大な山頂のため道迷いに注意が必要。ここを起点に三又山方面、合地山方面に向かうこともできる。

## 周辺の山
- 池口岳（2392ｍ）
- 黒法師岳（2067ｍ）
- 不動岳（2172ｍ）
- 合地山（2104m)
- 黒沢山（2123ｍ）

## ギャラリー

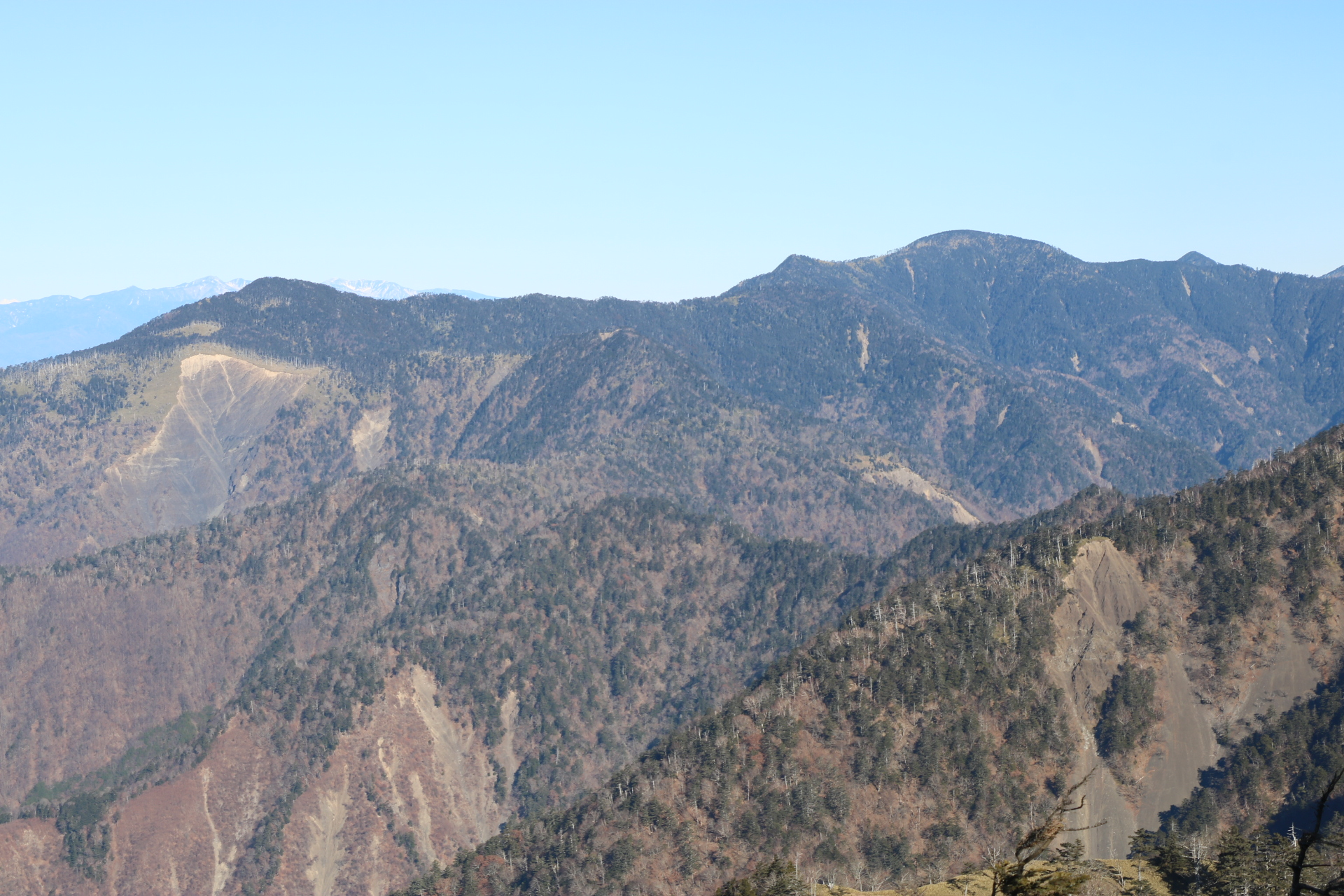
黒法師岳から見た中ノ尾根山